# Società Geografica Italiana

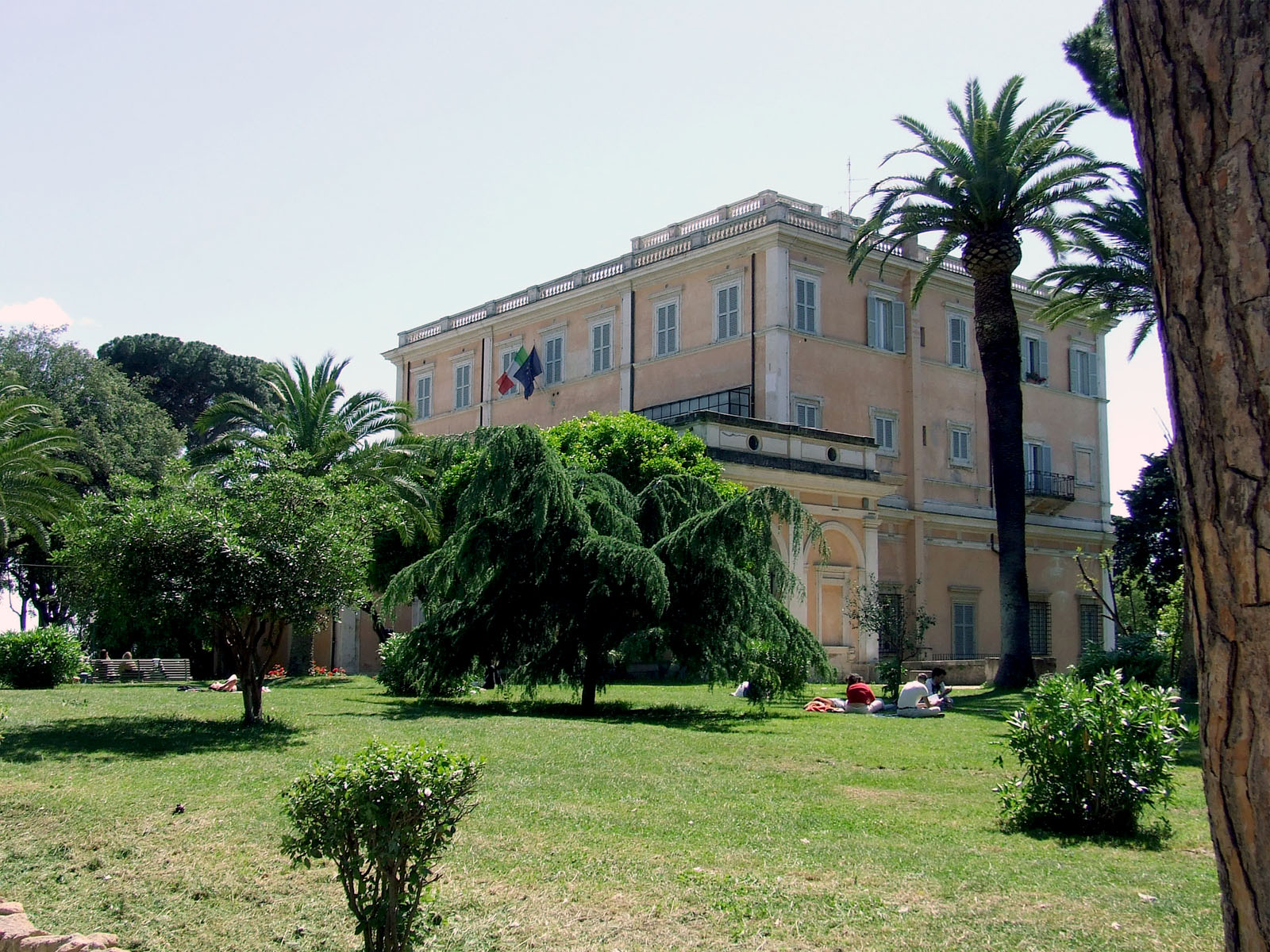
Palazzetto Mattei, Villa Celimontana, Sitz der SGI

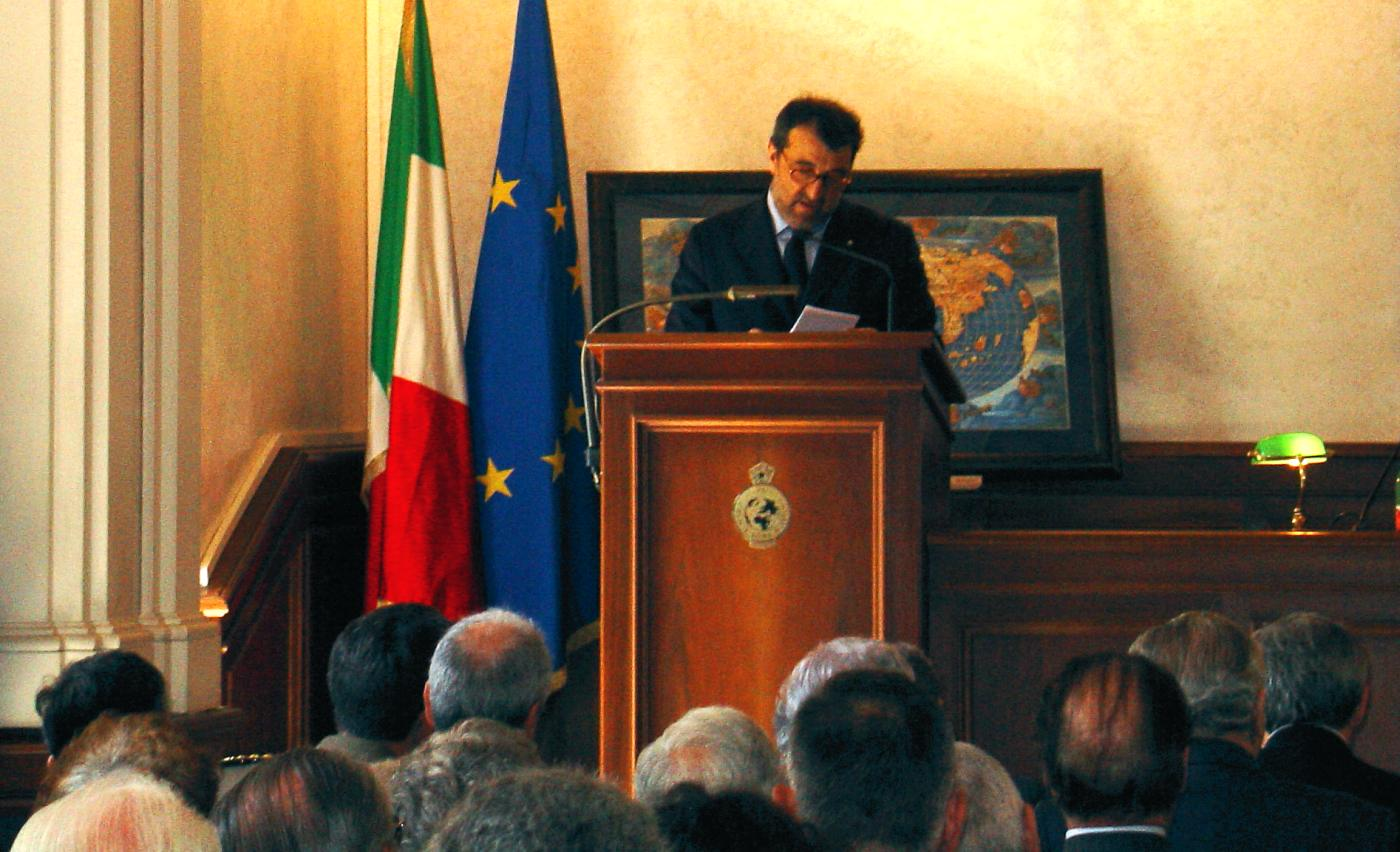
Veranstaltung anlässlich des 140. Jahrestages der Gründung

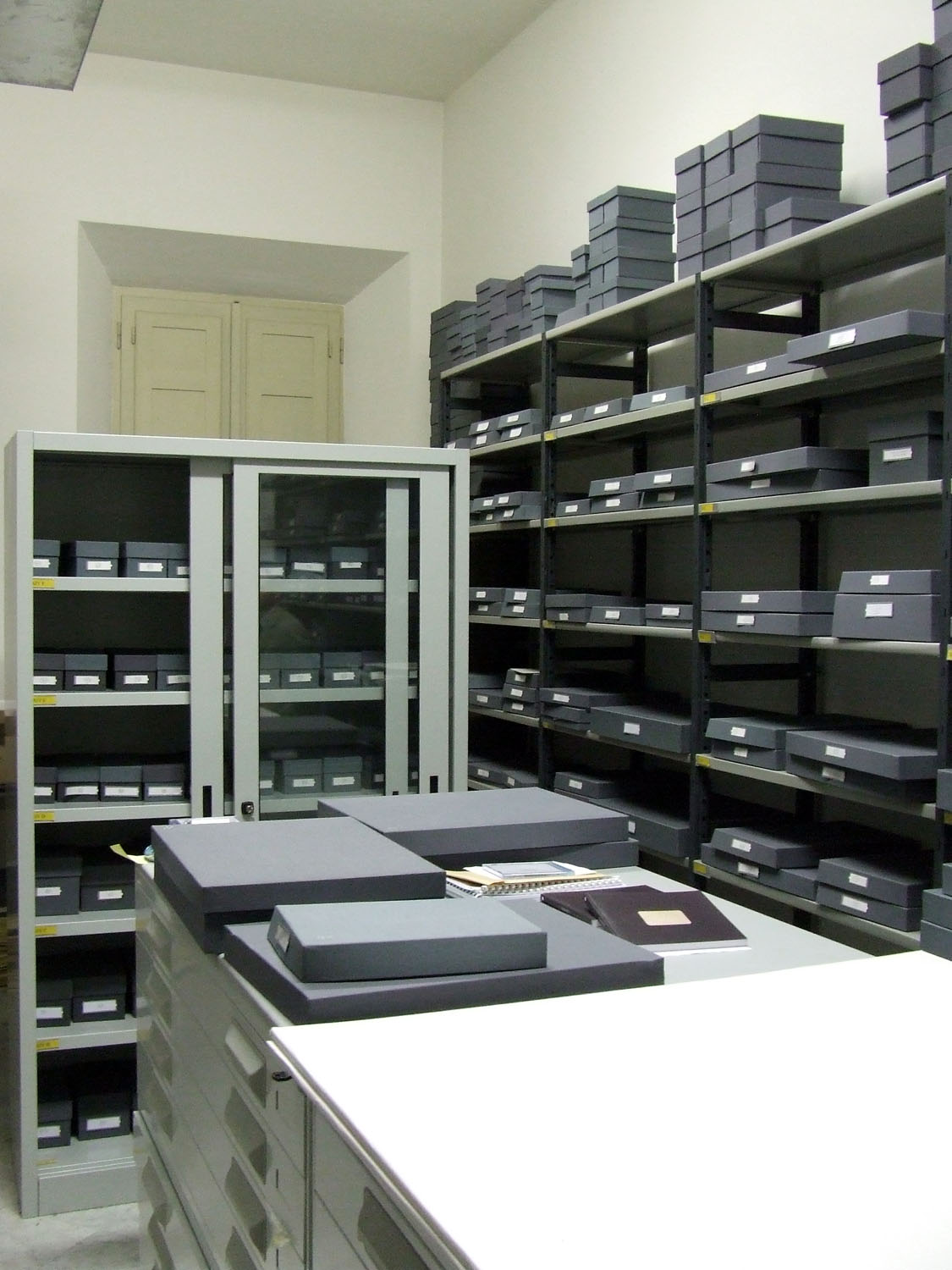
Photothek der SGI

Die Società Geografica Italiana (SGI) ist eine italienische wissenschaftliche Gesellschaft mit Sitz in der Villa Celimontana in Rom. Die „Italienische Geographische Gesellschaft“ fördert und unterstützt die geographische Forschung und das öffentliche Interesse an der Geographie.

## Geschichte
Die SGI wurde 1867 in Florenz gegründet. 1872 zog sie nach Rom, wo sie mehrere Jahrzehnte in verschiedenen Gebäuden provisorisch untergebracht blieb, unter anderem im Palazzo del Collegio Romano. 1925 teilte man ihr als definitiven Sitz den Palazzetto Mattei in der Villa Celimontana zu, der im folgenden Jahr bezogen wurde.
Ab 1869 organisierte die SGI etliche Expeditionen nach Afrika, Asien und Lateinamerika, die zum Teil der italienischen Kolonialpolitik dienten. Die Gesellschaft untersuchte auch die Auswanderung von Italienern, trug zur Verbesserung von Lehrplänen bei, befasste sich mit Bodenschutz und Erdbeben und führte auch landwirtschaftliche Forschungen durch.

## Heutige Aktivitäten
Die SGI veranstaltet als gemeinnützige Organisation Kongresse, Tagungen, Seminare, Ausstellungen, Exkursionen und Reisen. Neben ihrer heute begrenzten Forschungstätigkeit erstellt sie auf Anfrage Gutachten für Umweltverträglichkeitsprüfungen und Gefahrenkarten. Sie engagiert sich auch im Landschaftsschutz und in der Entwicklungszusammenarbeit.
Die Gesellschaft arbeitet national und international mit etlichen Organisationen zusammen, darunter die „Vereinigung italienischer Geographen“ (Associazione dei Geografi Italiani), die „Italienische Vereinigung für Kartographie“ (Associazione Italiana di Cartografia), die „Vereinigung italienischer Erdkundelehrer“ (Associazione Italiana Insegnanti di Geografia), der Touring Club Italiano, der Club Alpino Italiano, die Società Geologica Italiana, das Militärgeographische Institut Florenz, das italienische Antarktisprogramm und die Agenzia Spaziale Italiana.
Die SGI ist Mitglied der European Society for Geography (EUGEO), die ihren Sitz in der Villa Celimontana hat, sowie der Internationalen Geographischen Union, deren Archiv sich ebenfalls in der Villa Celimontana befindet.
Seit 1868 gibt die SGI die Fachzeitschrift Bollettino della Società Geografica Italiana heraus und seit 2003 einen Jahresbericht zu den Themen Einwanderung, Infrastruktur, Ballungsgebiete, Landschaft und Tourismus. Historisch bedeutsam sind die Memorie della Società Geografica Italiana.
Für besondere Leistungen im Bereich der Geographie verleiht die Gesellschaft den Premio Società Geografica Italiana (mit jährlich wechselndem Ehrennamen) und den Premio La Navicella d’Oro.

## Bibliothek
Die Bibliothek des Vereins ist die größte italienische und eine der weltweit größten Fachbibliotheken für Geographie. Zu ihrem Bestand zählen über 400.000 Bände, 2.000 Periodika (500 laufende), über 100.000 Karten, über 150.000 Photographien, Negative und Filme.